# Gianni Flamigni
Gianni Flamigni (Forlì, 15 agosto 1969) è un allenatore di calcio ed ex calciatore italiano, di ruolo difensore.

## Carriera
Ha giocato in Serie A con il Cesena e Brescia e in Serie B con Lecce, Brescia, Monza, Parma e Pisa.
Ha allenato la Dozzese.

## Palmarès

### Giocatore

#### Competizioni nazionali
- Serie B: 1

Brescia: 1991-1992